# Евоки
Евоки (англ. Ewoks) — раса маленьких волохатих двоногих істот з лісистого супутника планети Ендор у вигаданому всесвіті «Зоряних війн», що створив Джордж Лукас. Вони відрізняються цікавістю і винахідливістю. Відомі тим, що допомогли Альянсу повстанців здолати сили Галактичної Імперії в Битві біля Ендору, посприявши знищення генератора щита і, як наслідок цього, другої «Зірки Смерті».

## Біологія та зовнішній вигляд
Евоки — розумні гуманоїдні ссавці. Ріст евоків становив приблизно 1 метр, що забезпечує перевагу при спробі сховатися. Евоки покриті хутром з голови до ніг, найчастіше коричневого і чорного кольору. Деякі евоки мали майже біле або червонувате хутро. У більшості евоків забарвлення шерсті монотонне, хоча у деяких на хутрі були смуги. У евоків великі блискучі очі, маленький чорний ніс і руки з трьома пальцями, один з яких протистояв двом іншим. Попри свої невеликі розміри, евоки були фізично досить сильними, щоб перевершувати бойову підготовку людей.

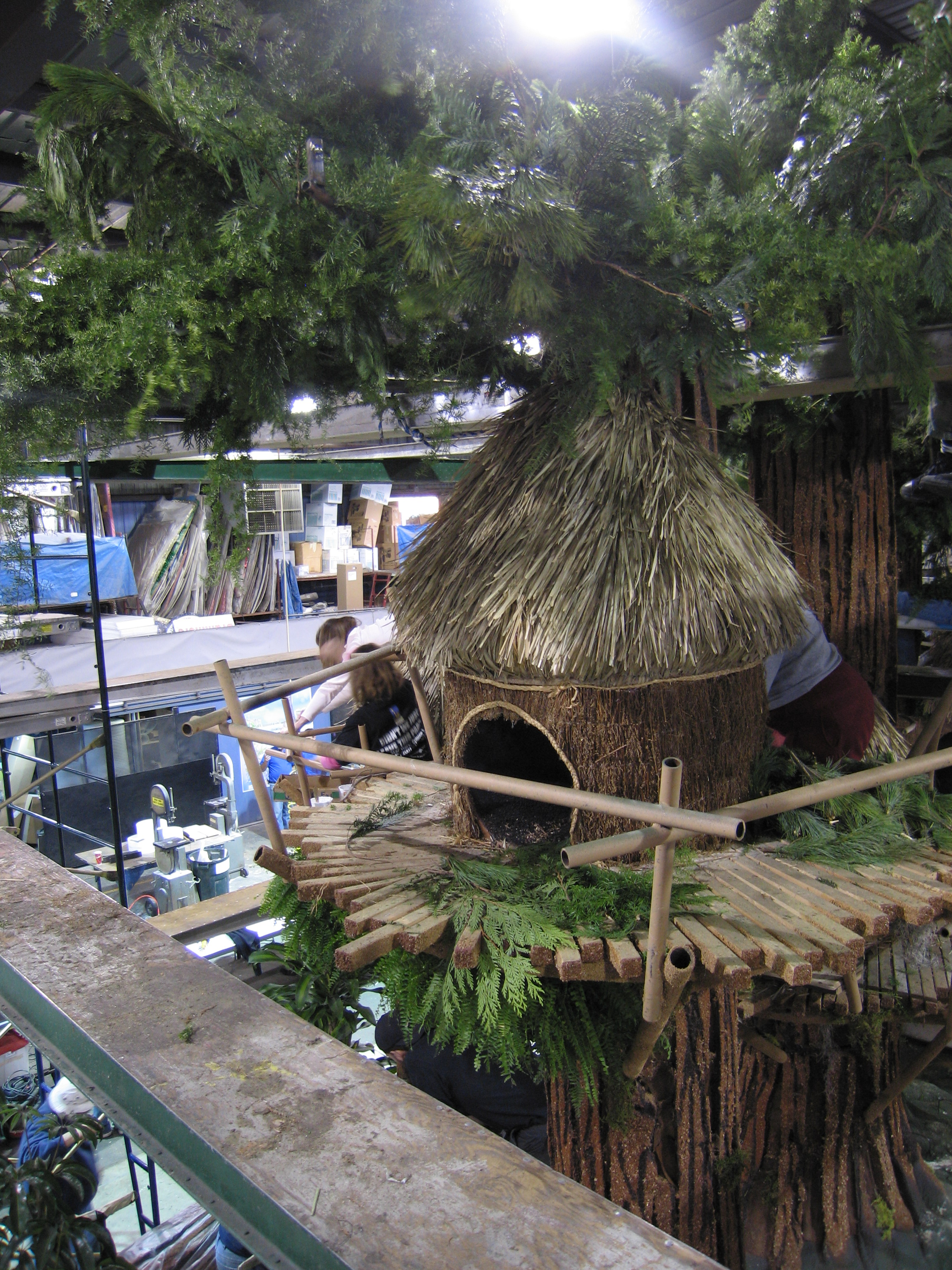
Реконструкція будиночка евоків

Ці істоти всеїдні. Для полювання і битв застосовували примітивну зброю: списи, пращі і ножі; як транспорт ними використовувалися планери, бойові фургони і бордоки. Хоча в мистецтві виживання в лісі і створенні примітивних конструкцій, на зразок планерів і катапульт евоки досягли дуже багато чого, на момент виявлення Імперією вони тільки готувалися вийти з кам'яної доби. Але евоки швидко вчилися, коли стикалися з більш досконалою технікою, що мала простий механічний пристрій.
Евоки вступали в контакт з багатьма розумними расами Ендора, наприклад, з юззумами, гупінами, рептилоїдами і тиками. Споріднені дулоки, що живуть на болотах, вічно створювали евокам проблеми.
Деяких евоків вивозили з рідної планети як домашніх тварин або рабів. Інші покидали планету з власної волі, зрушені цікавістю, що почастішало після Битви біля Ендора, яка призвела до появи на лісистому супутникові Ендора торговельного поселення Нової Республіки.

## Історія створення

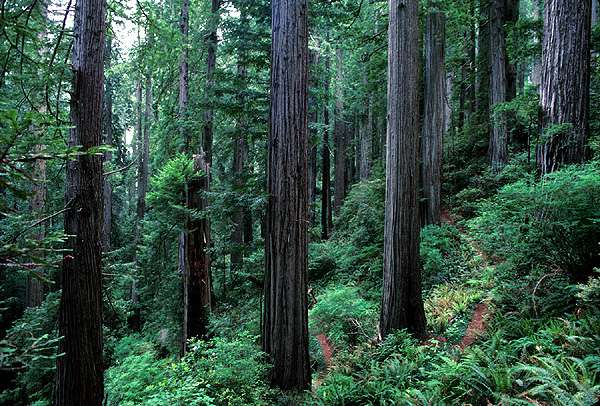
Ліс, в якому відбувалися зйомки сцен на Ендорі

Джордж Лукас планував включити до фільму «Повернення джедая» расу примітивних істот, які, менше з тим, роблять внесок у перемогу над потужною у військово-технологічному плані Галактичною імперією. Спочатку він хотів, щоб дія розгорталася на рідній планеті вукі — Кашиїк, проте потім передумав і створив нову расу істот, які, на противагу високим вукі, були невеликого зросту. Ідею поразки високотехнологічних сил Імперії від евоків Джордж Лукас засновував на діях комуністичних партизанів у В'єтнамі проти американських військ.
Свою назву евоки отримали по назві індіанського племені мівоків, які проживають в на території національного парку Редвуд, в якому відбувалися зйомки сцен на місяці Ендор. Також слово «евоки» є результатом гри букв в слові «вукі» («Wookiee» — «Ewok»). Слово «евоки» жодного разу не звучить у фільмі, хоча використовувалося в сценарії.
При озвучуванні мови евоків використовувалися записи на тибетській і калмицькій мові.
Евоків грали актори-карлики, в тому числі, наприклад, Філ Фондакаро, його брат Сел, Кенні Бейкер і його дружина.